# Xetulul
Xetulul – park rozrywki położony w San Martín Zapotitlán, w departamencie Retalhuleu w Gwatemali. Został otwarty w 2002 roku, posiada trzy kolejki górskie i jest trzecim co do wielkości parkiem rozrywki w Ameryce Łacińskiej, po Beto Carrero World (Brazylia) i Six Flags México (Meksyk).

## Atrakcje

### Kolejki górskie
W parku Xetulul na rok 2022 znajdowały się trzy czynne kolejki górskie:
| # | Nazwa       | Producent | Data otwarcia | Typ              | Wysokość [m] | Prędkość [km/h] | Źródło      |
| - | ----------- | --------- | ------------- | ---------------- | ------------ | --------------- | ----------- |
| 1 | Avalancha   | Intamin   | czerwiec 2002 | stalowa          | 31,0         | 88,0            | [ 4 ] [ 5 ] |
| 2 | Choconoy    | Zierer    | czerwiec 2002 | stalowa rodzinna | 8,0          | 36,0            | [ 6 ]       |
| 3 | Ratón Feliz | Zamperla  | 2014          | stalowa rodzinna | 6,5          | 29,0            | [ 7 ]       |

### Park wodnyXocomil
Xetutul jest powiązany z pobliskim parkiem wodnym Xocomil, który został otwarty w 1997 roku. Razem oba parki przyjmują ponad milion odwiedzających każdego roku, co czyni je najpopularniejszą atrakcją turystyczną w kraju. Oba parki prowadzi prywatna firma Recreation of Guatemalan Private Industry Workers (IRTRA), która zarządza także kilkoma innymi parkami w Gwatemali, a także pobliskimi hotelami i restauracjami.

### Inne
Oprócz urządzeń rozrywkowych, Xetulul jest również znany ze swojej architektury. W parku znajdują się reprodukcje architektoniczne wielu zabytków z całego świata, w tym Fontanny di Trevi, Moulin Rouge i Świątyni Wielkiego Jaguara w Tikál. Park podzielony jest na siedem stref, w których znajduje się architektura z sześciu krajów: Francji, Niemiec, Gwatemali, Włoch, Hiszpanii i Szwajcarii.

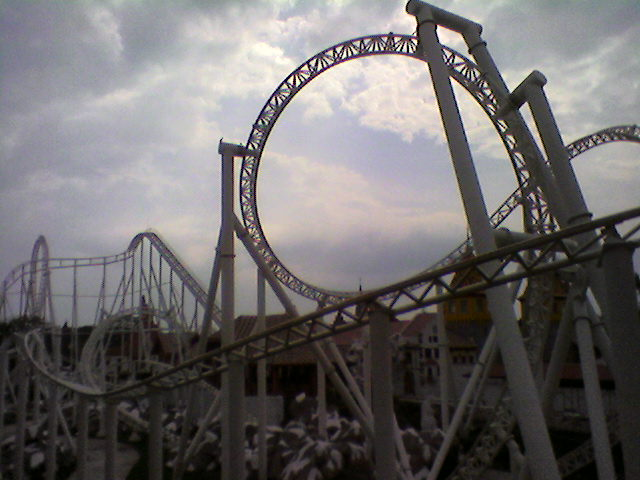
Kolejka górska Avalancha
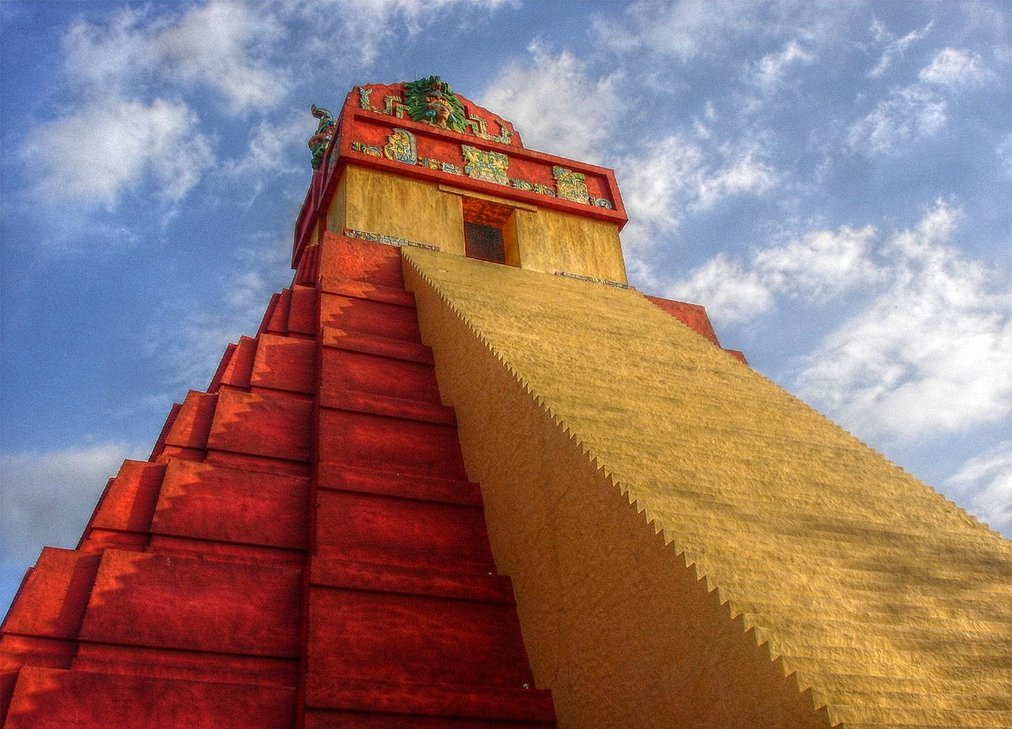
Reprodukcja Świątyni Wielkiego Jaguara